# Perceive Its Beauty, Acknowledge Its Grace
Perceive Its Beauty, Acknowledge Its Grace — сольний дебютний студійний альбом лондонського джазового музиканта Шабаки Гатчінгса, що працює під псевдонімом Shabaka. Реліз відбувся на лейблі Impulse! Records 12 квітня 2024 року. Альбому передували два сингли, «End of Innocence» та «I'll Do Whatever You Want».
Альбом вийшов після того, як музикант об'явив про перерву у грі на саксофоні та після розпаду гуртів Sons of Kemet і The Comet Is Coming, і показує, що Гатчінгс зосередився на різних видах флейт, включаючи сякухаті та свірель, а також кларнет.
Альбом був записаний на студії Van Gelder у 2022 році. Гатчінгс розділив обов'язки продюсера з Діліпом Гаррісом і залучив довгий список співавторів, серед яких його власний батько Анум Іяпо, André 3000, Laraaji та Floating Points. У музичному плані він зосереджується на джазі та музиці нью-ейдж. Критики позитивно сприйняли альбом, підкресливши сміливість зміни стилю Гатчінгса.

## Передумови
1 січня 2023 року Гатчінгс оголосив про свій намір взяти невизначену перерву у грі на саксофоні, пояснивши пізніше того ж року, що його ентузіазм до інструменту згас після років інтенсивних гастролей. Це також збіглося з завершенням діяльності двох його гуртів, Sons of Kemet та The Comet Is Coming. Останній живий виступ Гатчінгса на саксофоні відбувся 7 грудня 2023 року, коли він зіграв матеріал Джона Колтрейна A Love Supreme в Інституті сучасного мистецтва в Лондоні.
Нові музичні інтереси Гатчінгса були пов'язані насамперед з флейтою та подібними інструментами, з якими він почав займатися у 2019 році після придбання свого першого сякухаті. Серед наступних інструментів, які взяв у руки Гатчінгс, були флейти-дрони майя Теотіуакани, бразильські піфано, індіанські флейти, слов'янські свірелі та південноамериканські кени. Цей крок збігся зі збільшенням уваги до джазової флейти після виходу альбому André 3000 New Blue Sun 2023 року, в якому Гатчінгс зіграв на сякухаті в одному з треків.

## Реліз
Гатчінгс анонсував альбом 28 лютого 2024 року, коли повідомив, що реліз заплановано на 12 квітня на лейблі Impulse! Records. Того ж дня він випустив перший сингл «End of Innocence», а також музичне відео, зняте Фібі Босвелл. У «End of Innocence» Гатчінгс грає на кларнеті з групою, що складається з піаніста Джейсона Морана, барабанщика Нашіта Вейтса та перкусіоніста Карлоса Ніньо.
Другий сингл, «I'll Do Whatever You Want», вийшов 21 березня. Гатчінгс написав пісню у співавторстві з Laraaji та Floating Points. У ній Гатчінгс грає на сякухаті, André 3000 — на дроновій флейті, Laraaji виконує безсловесний вокал, Floating Points — на синтезаторі Rhodes Chroma та вібрафоні, Есперанса Спалдінг і Том Герберт — на басу, Дейв Окуму — на гітарі, Маркус Ґілмор — на барабанах, а також Ніньо — на перкусії. Гатчінгс сказав, що пісня «про капітуляцію та інтимний простір, в який ми потрапляємо в межах володіння». Серед інших музикантів, які взяли участь у записі, — Мозес Самні, Бренді Янгер, Мігель Етвуд-Фергюсон, Сол Вільямс, Ліанна Ла Хавас та Elucid.
Perceive Its Beauty, Acknowledge Its Grace — сольний дебютний студійний альбом Гатчінгса, наступний після його сольного мініальбому Afrikan Culture 2022 року, який також був виконаний на дерев'яних духових інструментах. Назви обох релізів пов'язані між собою; за словами Гатчінгса, їх слід читати як «Африканська культура, кома, Сприйми її красу, визнай її благодать», а його наступний альбом — це «наступне речення у довгій поемі, яка, сподіваюсь, інкапсулює всі сольні записи моєї кар'єри». Назви пісень на альбомі були взяті з поеми, написаної для альбому.

## Запис
Альбом був записаний протягом шести днів у Van Gelder Studio у Нью-Джерсі, починаючи з травня 2022 року і далі того ж року. Гатчінгс описав студію як таку, що «вплинула на звучання багатьох знакових джазових альбомів, які сформували мої музичні здібності».
Музикантам не давали музику заздалегідь, оскільки Гатчінгс був менш зацікавлений у створенні пісень, ніж у «лімінальних просторах» та «відчутті 'призупиненої анімації'». Вважаючи, що все, що виходить за межі базового рівня композиції, може стати потенційним гальмом у створенні атмосфери, яку він шукав, Гатчінгс попросив музикантів записувати без навушників і не розділятися в кімнаті, що дозволило їм «захопити атмосферу простої спільної гри в просторі без технологічного посередника». Він також попросив усіх грати так, ніби вони грають інтро або аутро пісні.
Згодом Гатчінгс взяв сирі записи з тих сесій і переробив їх, додавши альтернативні лінії горну і наклавши зверху написані мелодії. Він називає стиль продюсування Flying Lotus натхненням для цього, кажучи:
|  | Мені дуже подобається, коли звучить так, ніби він зібрав докупи купу записів, живих чи студійних, але це те, як він знаходить цікаві фрагменти записаного матеріалу, як він програмує їх поруч один з одним. Те, що він вирішує додати, чи то малий барабан, чи то інші семпли, і це та ідея, яку я хотів втілити у цьому альбомі. Без того, щоб він звучав як альбом такого типу, в принципі". |

Заключний трек «Song of the Motherland» містить вірш батька Гатчінгса, Орвілла Гатчінгса, також відомого як Анум Іяпо. Орвілл, який в основному працював графічним дизайнером для альбомів таких виконавців, як King Tubby та Jah Shaka, записав альбом реґі-поезії під назвою Song of the Motherland у 1985 році. Гатчінгс вибрав вірш з однієї з поетичних книг свого батька і попросив батька записати декламацію, коли той прийшов до студії з інших причин, не повідомивши йому про свій план заздалегідь. Прослухавши музику кілька хвилин, Орвілл записав все за один дубль, закінчивши точно на останній ноті музики. Платівка Song of the Motherland буде перевидана лейблом Гатчінгса Native Rebel 25 травня.
Гатчінгс називав такі впливи, як Vespertine Б'єрк, The Crying Light гурту Antony and the Johnsons та Ys Джоанни Ньюсом.

## Стиль
Perceive Its Beauty, Acknowledge Its Grace складається зі сплаву джазу та музики нью-ейдж. У порівнянні з «конфронтаційним, стакатним» стилем гри Гатчінгса на саксофоні, його флейта «більш інтроспективна та плавна». Критики часто порівнювали його з Доном Черрі та Еліс Колтрейн. Гатчінгс грає на різних флейтах на альбомі, включаючи сякухаті та свірель, а також грає на кларнеті на трьох треках і навіть повертається до тенор-саксофона наприкінці «Breathing». Деякі треки включають вокал співаків, включаючи Мозеса Самні, Ліан Ла Хавас і Laraaji, а також репера Elucid і розмовну поезію Сола Вільямса. Музика зосереджується на повторюваній семидольній фігурації.

## Відгуки критиків
За даними агрегатора рецензій Metacritic, Perceive Its Beauty, Acknowledge Its Grace отримав «загальне визнання» на основі середньозваженої оцінки 84 зі 100 з 6 оцінок критиків. Кевін Ле Жандре з Jazzwise назвав альбом «однією з найбільш медитативних музичних робіт Гатчінгса за всю його кар'єру» та «інтригуючою сумішшю впливів та ідей, яка добре поєднується з майстерно виконаними низькими теплими лініями флейти Гатчінгса, що дихають повітрям». Джон Малві з Mojo писав, що «інструменти змінюються, повітря рухається по-різному, бачення еволюціонує; і один з наших найкращих музикантів, можливо, щойно досягнув вищого стану художньої свідомості».
Гордон Резерфорд з Louder Than War сказав, що зміна стилю Гатчінгса була зроблена з «гідною захоплення сміливістю», і назвав альбом «колекцією рефлексивних композицій, теплих і особистих, створених артистом на вершині своєї гри». Луїс Паттисон з Uncut назвав «I'll Do Whatever You Want» родзинкою і «ніжним німбом мелодії». Янне Ойнонен з The Line of Best Fit сказав, що альбом «нелегко продати в час, коли все навколо кишить швидкими гострими відчуттями і миттєвим задоволенням. Однак дайте йому час розквітнути, і ці треки наповняться великою кількістю якостей, про які йдеться у назві альбому».
Хенк Штімер з Pitchfork писав, що «серед постійно мінливого складу, саме впевненість Шабаки у своєму баченні і сила його гри залишають найсильніше враження», і що з такими піснями, як «As the Planets and Stars Collapse», «ви анітрохи не сумуєте за великим, гучним, блискучим горном, або за ансамблевим звучанням гуртів на кшталт Sons of Kemet, анітрохи.» Джеремі Аллен з The Quietus писав, що «Гатчінгс, можливо, вже досяг свого піку: Perceive Its Beauty передає емоції скупо і, іноді, руйнівно. Це відчуття свіжості, можливо, буде важко вловити знову, коли він опанує свій інструмент (хоча слід зазначити, що він і не сутулиться)».

## Список пісень
Автор композицій Шабака Гатчінгс з іншими, зазначеними нижче.
| #     | Назва                                                                | Автор                          | Тривалість |
| ----- | -------------------------------------------------------------------- | ------------------------------ | ---------- |
| 1.    | «End of Innocence»                                                   |                                | 2:36       |
| 2.    | «As the Planets and the Stars Collapse»                              | Мігель Етвуд-Фергюсон          | 2:35       |
| 3.    | «Insecurities» (featuring Moses Sumney)                              | Самні, Чарльз Овертон          | 4:39       |
| 4.    | «Managing My Breath, What Fear Had Become» (featuring Saul Williams) | Вільямс                        | 3:11       |
| 5.    | «The Wounded Need to Be Replenished»                                 | Hutchings                      | 2:44       |
| 6.    | «Body to Inhabit» (featuring Elucid)                                 | Чез Джером Голл                | 7:28       |
| 7.    | «I'll Do Whatever You Want» (featuring Laraaji and Floating Points)  | Гатчінгс, Laraaji, Сем Шепард  | 7:43       |
| 8.    | «Living» (featuring Eska)                                            | Еска Мтунгвазі, Етвуд-Фергюсон | 3:41       |
| 9.    | «Breathing»                                                          |                                | 4:27       |
| 10.   | «Kiss Me Before I Forget» (featuring Lianne La Havas)                |                                | 2:57       |
| 11.   | «Song of the Motherland» (featuring Anum Iyapo)                      |                                | 4:45       |
| 46:46 |                                                                      |                                |            |

## Персоналії

### Музиканти
- Шабака Гатчінгс — бендлідер, кларнет (1, 9, 10), сякухаті (2, 7), флейта (3–6, 9, 11), свірель (8), тенор-саксофон (9)
- Джейсон Моран — піаніно (1, 10)
- Нашіт Вейтс — барабани (1, 10)
- Карлос Ніньо — перкусія (1, 5, 7, 10)
- Мігель Етвуд-Фергюсон — скрипка (2, 8), альт (2, 8), віолончель (2, 8)
- Бренді Янгер — арфа (2, 6, 8)
- Чарльз Овертон — арфа (2–4, 6, 8, 11)
- Мозес Самні — вокал (3)
- Сол Вільямс — вокал (4)
- Ндудузо Махатіні — піаніно (5)
- Сурія Ботофасіна — синтезатор (5)
- Elucid — вокал (6)
- Кріс Шолар — електронна перкусія (6)
- Есперанса Спалдінг — бас (6, 7)
- André 3000 — тетіуаканська дронова флейта (7)
- Floating Points — синтезатор Rhodes Chroma (7), вібрафон (7)
- Laraaji — вокал (7)
- Том Герберт — бас (7)
- Дейв Окуму — гітара (7)
- Маркус Гілмор — барабани (7)
- Eska — вокал (8)
- Райна Сваминатан — мриданга (9)
- Ліанн Ла Хавас — вокал (10)
- Анум Іяпо — вокал (11)

### Технічний персонал
- Шабака Гатчінгс — продюсер
- Діліп Гарріс — продюсер, зведення, мастеринг (7)
- Сем Шепард — додаткове продюсування (7), мастеринг (7)
- Морін Сіклер — інженер запису
- Вільям Пертон — інженер запису (2, 9–11)
- Сол Вільямс — інженер запису (4)
- Eska — інженер запису (8)
- Ґай Девіс — мастеринг

## Чарти
| Чарт (2024)                                | Найвища позиція |
| ------------------------------------------ | --------------- |
| Бельгія Belgian Albums (Ultratop Flanders) | 91              |